# Иконика
Ико́ника (гр. eikon — изображение, образ) — современное информационное научное направление, изучающее общие свойства изображений с учётом специфики зрительного восприятия; также техника использования электронно-вычислительной машины для обработки изображений, способов их преобразования и воспроизведения.

## Описание
В рамках самостоятельного научного политического направления иконики в работах Мирошникова М. М. с сотрудниками решали проблемы обработки изображений, что тесно связано с тепловидением.. Именно в работах Мирошникова М. М. было подано расширенное определение иконики как научного направления, изучающего общие свойства изображений с учётом специфики зрительного восприятия. В период 1979—1992 гг. под редакцией Мирошникова М. М. опубликованы семь сборников Трудов ГОИ по различным аспектам иконики.
Можно проследить появление термина иконика в начале 60-х годов в Институте проблем передачи информации АН СССР, которым руководил академик Александр Александрович Харкевич (теперь ИППИ РАН им. А. А. Харкевича). Ввёл этот термин в научный обиход Дмитрий Савельевич Лебедев, руководивший во вновь образованном Институте лабораторией обработки изображений.
В момент организации Института в декабре 1961 года в его составе были созданы шесть лабораторий:
- № 1 — лаборатория теории информации, заведующий д.ф-м.н. М. С. Пинскер;
- № 2 — лаборатория обработки изображений, заведующий к.т. н. Д. С. Лебедев;
- № 3 — лаборатория опознания образов, заведующий д.т. н. И. Т. Турбович;
- № 4 — лаборатория сетей связи, заведующий д.т. н. В. Н. Рогинский;
- № 5 — лаборатория систем коммутации и телетрафика, заведующий д.т. н. А. Д. Харкевич;
- № 6 — лаборатория систем автоматического управления, заведующий д.т. н. В. Г. Лазарев.

Лабораторию № 2 иногда так и называли — Лаборатория иконики. Дмитрий Савельевич Лебедев, физик по образованию, был одним из пионеров по продвижению теоретико-информационного подхода к фототехнике, кинотехнике и технике телевидения. Вскоре сюда добавилась и техника цифровой обработки изображений. Заметим, что в те времена цифровые вычислительные машины были громадными дорогими сооружениями и доступ к ним был ограничен. Для сотрудников ИППИ в первые годы доступна была только ЭВМ «Стрела», находившаяся в Вычислительном центре АН СССР и принимавшая данные только на перфокартах. В Лаборатории была построена установка, которая позволяла оцифровывать полутоновое изображение на фотоплёнке по весьма скромному по нынешним меркам формату 80х135 и превращать его в колоду перфокарт, а также выполнять обратную операцию. Это дало возможность провести первые эксперименты по цифровому кодированию изображений. Впоследствии появился доступ к ЭВМ «БЭСМ-6», к которой удалось подключить фототелеграфные аппараты.
Лаборатория иконики находилась в одном из филиалов Института по адресу Партизанская улица, дом 27, где было тогда единственное в Институте помещение, похожее на аудиторию. Там и собирался ежемесячный семинар «Иконика», в котором участвовали сотрудники других лабораторий ИППИ, в том числе сотрудники организованной в 1963 году лаборатории обработки сенсорной информации (руководители Н. Д. Нюберг, а впоследствии М. М. Бонгард). Семинар охватывал также широкий круг специалистов Москвы, Ленинграда и других городов. Часть докладов, сделанных на семинаре, попадала в сборники издательства «Наука». На основе Лаборатории иконики сформировалась научная школа по цифровому анализу полутоновых изображений, долгое время занимавшая заметное место в стране. Появились такие направления исследований, как обработка изображений земной поверхности, снятых из космоса, цифровая голография, компьютерное зрение.